# États de Foix
Les États de Foix, réellement créés en 1398, étaient jusqu'en 1789 la réunion des trois ordres du comté de Foix en assemblée régulièrement constituée, périodiquement convoquée et possédant des attributions politiques et administratives, dont la principale était le vote de l'impôt. 

## Histoire
Le 26 août 1391 une charte de franchise, la première d'intérêt général, est accordée à la noblesse du pays de Foix par Mathieu de Castelbon qui a succédé à Gaston Fébus. Cela implique que le comte de Foix doit consulter cette assemblée de nobles, possesseurs de fiefs, pour pouvoir lever l'impôt et enrôler des hommes pour faire la guerre.
Pour que les États soient constitués, il faut que les abbayes et les communautés situées hors des propriétés de la noblesse aient le même statut. C'est en 1398, qu'Isabelle de Foix-Castelbon et son époux Archambaud de Grailly octroient une charte aux trois ordres : noblesse, clergé et communes. Les privilèges attachés, qui concernent le service militaire et l'imposition, sont accordés à la totalité des habitants du territoire.
Lors des États généraux de 1614 c'est au sein de l'assemblée des États de Foix que sont choisis les représentants des trois ordres, clergé, noblesse et tiers état. Ce dernier est Bernard Méric, un docteur et avocat du roi de la sénéchaussée de Foix.
Les États de Foix disparaissent en 1789-1790, lors de la Révolution française, qui supprime le Comté de Foix et inclut son territoire dans le département de l'Ariège.

## Organisation

### Fonctionnement
L'assemblée des États de Foix regroupe des personnalités des trois ordres : clergé, noblesse et du tiers. Elle se réunit une fois par an, en hiver, au château de Foix. Elle ne peut avoir lieu qu'après l'envoi d'une convocation du roi transmise par le Lieutenant général du Comté. Elle est présidée par l'Évêque de Pamiers.

### Ordre du Clergé
La représentation du clergé comprenait un évêque, qui avait un rang supérieur, et cinq abbés. Ce droit ne reposait que sur une propriété personnelle.
- L'évêque du diocèse de Pamiers[6];
- Les abbés des abbayes : de Foix, de Boulbonne, du Mas-d'Azil, de Lézat et de Combelongue[6].

### Ordre de la noblesse
- des quatre premiers barons, dont ceux de Rabat et de Saint-Paul ;
- de soixante-six autres barons ou seigneurs de fiefs.

### Ordre du tiers
L'ordre du Tiers état était composé des cent-vingt consuls députés par les communautés du comté, à savoir :
- les quatre villes maîtresses de Foix, Mazères, Tarascon et Saverdun ;
- dix autres villes, dont Ax, Le Carla, Le Fossat, Lézat, Le Mas-d'Azil, Montaut, Saint-Ybars et Varilhes ;
- quatre-vingt-dix bourgs ou gros villages.